# Bibracte

Mapa de loppidum de Bibracte.

Bibracte (en llatí Bibracte) va ser la capital dels hedus segons Juli Cèsar. que després va tenir el nom d'Augustodunum i és l'actual ciutat d'Autun.
Cèsar descriu Bibracte com la ciutat més gran i mésrica dels hedus. Quan perseguia els Helvecis l'any 58 aC, que havien travessat el Saona, va arribar a 18 mil passes de Bibracte, i allà es va lliurar una gran batalla on Cèsar va derrotar els helvis. Estrabó, que còpia Cèsar en la seva descripció de Gàl·lia, on no segueix el que diu Posidoni, li dona el nom de Ribracte. Pomponi Mela va ser el primer autor, que la va anomenar Augustodunum i explica que era la capital dels hedus. Amb aquest nom l'anomenen també Tàcit i Claudi Ptolemeu. Un passatge de l'orador Eumeni, que era natural d'Augustodunum, diu que la ciutat va prendre el nom, o volia prendre el nom, de Flavia, per mostrar el seu agraïment als Flavis, perquè tant Constantí com el seu pare Constanci Clor havien estat benefactors de la ciutat. En el mateix passatge l'orador afirma que Bibracte abans es deia Julia, Polla, i Florentia. Però el nom Júlia, que era el nom que va adoptar August, equival a Augusta, i de fet algunes ciutats s'anomenaven Júlia i Augusta. També s'han trobat a Autun dues inscripcions que parlen de la deessa Bibracte.
Augustodunum és el nom que en dona Tàcit quan diu que Sacrovir, un cap dels hedus, desesperat, i ajuntat amb altres insurgents, no va veure cap manera de sortir de les seves dificultats sinó amb una revolució, que va dur a terme l'any 21. La ciutat, en aquella època, tal com ho va ser a l'època de Cèsar, era la ciutat principal dels hedus, i el lloc on anaven a educar-se tots els joves més nobles de les Gàl·lies. Tètric I la va assetjar i la va ocupar quan va assumir el títol d'emperador a l'Imperi de les Gàl·lies i Britànnia en temps de l'emperador Gal·liè. Els danys que va ocasionar van ser reparats per Constanci Clor i el seu fill Constantí. Finalment, el lloc va ser destruït per Àtila i el seu exèrcit d'huns.
Segons les excavacions arqueològiques, la ciutat estaria en la confluència dels actuals municipis de Saint-Léger-sous-Beuvray (Saona i Loira), Glux-en-Glenne i Larochemillay (ambdós al Nièvre, en el massís muntanyós del Morvan al cim del Beuvray. El Beuvray té tres cims o puntes: el Theurot de la Wivre amb la seva pedra, el Theurot de la Roche i el Porrey, el pic culminant.
Va ser catalogada com a monument històric de França el 25 de setembre del 1984.